# Curtiselloides pilosus
Curtiselloides pilosus är en stekelart som beskrevs av Marsh 2002. Curtiselloides pilosus ingår i släktet Curtiselloides och familjen bracksteklar. Inga underarter finns listade i Catalogue of Life.